# Luigi Ferri (filosofo)
Luigi Ferri (Bologna, 15 giugno 1826 – Roma, 17 marzo 1895) è stato un filosofo italiano. Formatosi a Parigi, presso l'École Normale Supérieure, dove il padre lavorava contribuendo alla costruzione del Teatro Italiano, insegnò all'Istituto superiore di Firenze e all'Università di Roma dal 1871 al 1895. 
Venne nominato, nel 1876, Socio Nazionale dell'Accademia dei Lincei. 
Discusse in tre lettere le Confessioni di un metafisico del suo amico Terenzio Mamiani ed elaborò in tre memorie (1888) le sue concezioni. Alla morte di Terenzio Mamiani divenne direttore della rivista Filosofia delle scuole italiane, di cui mutò il nome in  Rivista italiana di filosofia ( dal 1885). Scrisse sia su argomenti psicologici che metafisici, ma è soprattutto conosciuto come storico della filosofia.
Eclettico, conciliò la visione della psicologia di Jules Simon, Emile Saisset e Mamiani, con l'idealismo of Rosmini and Gioberti.

## Opere (selezione)
- Essai sur l'histoire de la philosophie en Italie au XIX siècle (Parigi, 1869)
- Studii sulla coscienza
  - Il Fenomeno nelle sue relazioni con la sensazione
  - Della idea del vero
  - Della filosofia del diritto presso Aristotile (1885)
  - Il Genio di Aristotile
  - La Psicologia di Pietro Pomponazzi (1877)
  - La Psychologie de l'Association Depuis Hobbes jusqu'à nos jours